# Sobieradz (powiat choszczeński)
Sobieradz – kolonia w Polsce położona w województwie zachodniopomorskim, w powiecie choszczeńskim, w gminie Krzęcin. W latach 1975–1998 miejscowość administracyjnie należała do województwa gorzowskiego. W roku 2007 kolonia liczyła 41 mieszkańców. Miejscowość wchodzi w skład sołectwa Granowo. Najbardziej na zachód położona miejscowość gminy.

## Geografia
Kolonia leży ok. 2,8 km na zachód od Granowa.